# Eliminatórias da Copa do Mundo FIFA de 2006 - Ásia
A Confederação Asiática de Futebol (AFC) consiste de 44 seleções que são afiliadas à FIFA, o órgão que gerencia o futebol. Desses times, 39 estão participaram das Eliminatórias para a Copa do Mundo FIFA de 2006. As seleções de Camboja, Filipinas, Butão e Brunei Darussalam optaram por não participar e a seleção de Myanmar foi excluída da competição. Os restantes 39 times competiram por 4 vagas no torneio na Alemanha e um lugar na repescagem contra uma seleção da CONCACAF. Irã, Japão, Arábia Saudita e Coreia do Sul asseguraram lugar na Copa.

## Primeira fase
As 25 melhores seleções entraram na competição pré-classificadas. As outras 14 seleções competiram em disputas de ida-e-volta para determinar as 7 seleções que se classificariam para a segunda fase. Após o sorteio, Guam e Nepal desistiram da competição. Portanto, para completar a vaga final na segunda fase, a FIFA anunciou que o classificado seria a seleção derrotada com a melhor performance.
| Data                   | Partida                     | Local                    | Resultado  | Total |
| 19 de novembro de 2003 | Turcomenistão - Afeganistão | Ashgabat (Turcomenistão) | 11:0 (6:0) |       |
| 23 de novembro de 2003 | Afeganistão - Turcomenistão | Kabul (Afeganistão)      | 0:2 (0:0)  | 0:13  |
| 23 de novembro de 2003 | Formosa - Macau             | Taipei (Formosa)         | 3:0 (1:0)  |       |
| 29 de novembro de 2003 | Macau - Formosa             | Macau (Macau)            | 1:3 (0:1)  | 1:6   |
| 26 de novembro de 2003 | Bangladesh - Tadjiquistão   | Dhaka (Bangladesh)       | 0:2 (0:1)  |       |
| 30 de novembro de 2003 | Tadjiquistão - Bangladesh   | Dushanbe (Tadjiquistão)  | 2:0 (1:0)  | 4:0   |
| 29 de novembro de 2003 | Paquistão - Quirguistão     | Karachi (Paquistão)      | 0:2 (0:1)  |       |
| 3 de dezembro de 2003  | Quirguistão - Paquistão     | Bishkek (Quirguistão)    | 4:0 (2:0)  | 6:0   |
| 29 de novembro de 2003 | Mongólia - Maldivas         | Ulaan-baatar (Mongólia)  | 0:1 (0:1)  |       |
| 3 de dezembro de 2003  | Maldivas - Mongólia         | Male (Maldivas)          | 12:0 (4:0) | 13:0  |
| 29 de novembro de 2003 | Laos - Sri Lanka            | Vientiane (Laos)         | 0:0        |       |
| 3 de dezembro de 2003  | Sri Lanka - Laos            | Colombo (Sri Lanka)      | 3:0 (1:0)  | 3:0   |

Vencedores em negrito. Melhor perdedor em itálico.

Melhor perdedor determinado pelos seguintes critérios: 1) Pontos (3 para vitória, 1 para empate, 0 para derrota); 2) Saldo de Gols; 3) Gols Marcados.

## Segunda fase
Os 6 vencedores da primeira fase e o Laos juntaram-se aos 25 times que estavam pré-classificados. Os times foram divididos em 8 grupos de 4, cada grupo jogando todos contra todos em turno e returno. O vencedor de cada grupo avançou para a terceira fase. Os times marcados em negrito ganharam seus grupos e avançaram. Times marcados em itálico foram eliminados.

### Grupo 1
| País     | J | V | E | D | GP | GC | Pts |
| Irã      | 6 | 5 | 0 | 1 | 22 | 4  | 15  |
| Jordânia | 6 | 4 | 0 | 2 | 10 | 6  | 12  |
| Qatar    | 6 | 3 | 0 | 3 | 16 | 8  | 9   |
| Laos     | 6 | 0 | 0 | 6 | 3  | 33 | 0   |

| Data                    | Partida          | Local            | Resultado |
| 18 de fevereiro de 2004 | Jordânia - Laos  | Amã (Jordânia)   | 5:0 (2:0) |
| 18 de fevereiro de 2004 | Irã - Qatar      | Teerã (Irã)      | 3:1 (2:0) |
| 31 de março de 2004     | Laos - Irã       | Vientiane (Laos) | 0:7 (0:4) |
| 31 de março de 2004     | Jordânia - Qatar | Amã (Jordan)     | 1:0 (0:0) |
| 9 de junho de 2004      | Irã - Jordânia   | Teerã (Irã)      | 0:1 (0:0) |
| 9 de junho de 2004      | Qatar - Laos     | Doha (Qatar)     | 5:0 (2:0) |
| 8 de setembro de 2004   | Laos - Qatar     | Vientiane (Laos) | 1:6 (0:2) |
| 8 de setembro de 2004   | Jordânia - Irã   | Amã (Jordânia)   | 0:2 (0:0) |
| 13 de outubro de 2004   | Laos - Jordânia  | Vientiane (Laos) | 2:3 (1:1) |
| 13 de outubro de 2004   | Qatar - Irã      | Doha (Qatar)     | 2:3 (1:1) |
| 17 de novembro de 2004  | Irã - Laos       | Teerã (Irã)      | 7:0 (3:0) |
| 17 de novembro de 2004  | Qatar - Jordânia | Doha (Qatar)     | 2:0 (0:0) |

### Grupo 2
| País        | J | V | E | D | GP | GC | Pts |
| Uzbequistão | 6 | 5 | 1 | 0 | 16 | 3  | 16  |
| Iraque      | 6 | 3 | 2 | 1 | 17 | 7  | 11  |
| Palestina   | 6 | 2 | 1 | 3 | 11 | 11 | 7   |
| Formosa     | 6 | 0 | 0 | 6 | 3  | 26 | 0   |

| Data                    | Partida                 | Local                  | Resultado |
| 18 de fevereiro de 2004 | Usbequistão - Iraque    | Tashkent (Usbequistão) | 1:1 (0:0) |
| 18 de fevereiro de 2004 | Palestina - Formosa     | Doha (Qatar)           | 8:0 (4:0) |
| 31 de março de 2004     | Formosa - Usbequistão   | Taipei (Formosa)       | 0:1 (0:0) |
| 31 de março de 2004     | Palestina - Iraque      | Doha (Qatar)           | 1:1 (0:1) |
| 9 de junho de 2004      | Iraque - Formosa        | Amã (Jordânia)         | 6:1 (3:0) |
| 9 de junho de 2004      | Usbequistão - Palestina | Tashkent (Usbequistão) | 3:0 (2:0) |
| 8 de setembro de 2004   | Formosa - Iraque        | Taipei (Formosa)       | 1:4 (0:2) |
| 8 de setembro de 2004   | Palestina - Usbequistão | Rayyan (Qatar)         | 0:3 (0:2) |
| 13 de outubro de 2004   | Iraque - Usbequistão    | Amã (Jordânia)         | 1:2 (0:2) |
| 14 de outubro de 2004   | Formosa - Palestina     | Taipei (Formosa)       | 0:1 (0:0) |
| 16 de novembro de 2004  | Iraque - Palestina      | Doha (Qatar)           | 4:1 (0:0) |
| 17 de novembro de 2004  | Usbequistão - Formosa   | Tashkent (Usbequistão) | 6:1 (5:0) |

### Grupo 3
| País      | J | V | E | D | GP | GC | Pts |
| Japão     | 6 | 6 | 0 | 0 | 16 | 1  | 18  |
| Omã       | 6 | 3 | 1 | 2 | 14 | 3  | 10  |
| Índia     | 6 | 1 | 1 | 4 | 2  | 18 | 4   |
| Cingapura | 6 | 1 | 0 | 5 | 3  | 13 | 3   |

| Data                    | Partida           | Local                 | Resultado |
| 18 de fevereiro de 2004 | Índia - Singapura | Margao (Índia)        | 1:0 (0:0) |
| 18 de fevereiro de 2004 | Japão - Omã       | Saitama (Japão)       | 1:0 (0:0) |
| 31 de março de 2004     | Índia - Omã       | Kochin (Índia)        | 1:5 (1:2) |
| 31 de março de 2004     | Singapura - Japão | Singapura (Singapura) | 1:2 (0:1) |
| 9 de junho de 2004      | Japão - Índia     | Saitama (Japão)       | 7:0 (3:0) |
| 9 de junho de 2004      | Omã - Singapura   | Muscat (Omã)          | 7:0 (4:0) |
| 8 de setembro de 2004   | Índia - Japão     | Calcutá (Índia)       | 0:4 (0:1) |
| 8 de setembro de 2004   | Singapura - Omã   | Singapura (Singapura) | 0:2 (0:1) |
| 13 de outubro de 2004   | Omã - Japão       | Muscat (Omã)          | 0:1 (0:0) |
| 13 de outubro de 2004   | Singapura - Índia | Singapura (Singapura) | 2:0 (0:0) |
| 17 de novembro de 2004  | Oman - Índia      | Muscat (Omã)          | 0:0       |
| 17 de novembro de 2004  | Japão - Singapura | Saitama (Japão)       | 1:0 (1:0) |

### Grupo 4
| País               | J | V | E | D | GP | GC | Pts |
| Kuwait             | 6 | 5 | 0 | 1 | 15 | 2  | 151 |
| Rep. Pop. da China | 6 | 5 | 0 | 1 | 14 | 1  | 151 |
| Hong Kong          | 6 | 2 | 0 | 4 | 5  | 15 | 6   |
| Malásia            | 6 | 0 | 0 | 6 | 2  | 18 | 0   |

1 - Kuwait avança por maior número de gols marcados.
| Data                    | Partida                        | Local                     | Resultado |
| 18 de fevereiro de 2004 | Rep. Pop. da China - Kuwait    | Guangzhou (China)         | 1:0 (0:0) |
| 18 de fevereiro de 2004 | Malásia - Hong Kong            | Kuantan (Malásia)         | 1:3 (1:1) |
| 31 de março de 2004     | Hong Kong - Rep. Pop. da China | Hong Kong (Hong Kong)     | 0:1 (0:0) |
| 31 de março de 2004     | Malásia - Kuwait               | Kuantan (Malásia)         | 0:2 (0:0) |
| 9 de junho de 2004      | Rep. Pop. da China - Malásia   | Tianjin (China)           | 4:0 (1:0) |
| 9 de junho de 2004      | Kuwait - Hong Kong             | Cidade do Kuwait (Kuwait) | 4:0 (3:0) |
| 8 de setembro de 2004   | Hong Kong - Kuwait             | Hong Kong (Hong Kong)     | 0:2 (0:1) |
| 8 de setembro de 2004   | Malásia - Rep. Pop. da China   | Penang (Malásia)          | 0:1 (0:0) |
| 13 de outubro de 2004   | Kuwait - Rep. Pop. da China    | Cidade do Kuwait (Kuwait) | 1:0 (0:0) |
| 13 de outubro de 2004   | Hong Kong - Malásia            | Hong Kong (Hong Kong)     | 2:0 (1:0) |
| 17 de novembro de 2004  | Kuwait - Malásia               | Cidade do Kuwait (Kuwait) | 6:1 (1:1) |
| 17 de novembro de 2004  | Rep. Pop. da China - Hong Kong | Guangzhou (China)         | 7:0 (3:0) |

### Grupo 5
| País                   | J | V | E | D | GP | GC | Pts |
| Coreia do Norte        | 6 | 3 | 2 | 1 | 11 | 5  | 11  |
| Emirados Árabes Unidos | 6 | 3 | 1 | 2 | 6  | 6  | 10  |
| Tailândia              | 6 | 2 | 1 | 3 | 9  | 10 | 7   |
| Iêmen                  | 6 | 1 | 2 | 3 | 6  | 11 | 5   |

| Data                    | Partida                                  | Local                                | Resultado |
| 18 de fevereiro de 2004 | Iêmen - Coreia do Norte                  | Sana'a (Iêmen)                       | 1:1 (0:0) |
| 18 de fevereiro de 2004 | Emirados Árabes Unidos - Thailand        | Al Ain City (Emirados Árabes Unidos) | 1:0 (1:0) |
| 31 de março de 2004     | Iêmen - Tailândia                        | Sana'a (Iêmen)                       | 0:3 (0:0) |
| 31 de março de 2004     | Coreia do Norte - Emirados Árabes Unidos | Pyongyang (Coreia do Norte)          | 0:0       |
| 9 de junho de 2004      | Tailândia - Coreia do Norte              | Bangkok (Tailândia)                  | 1:4 (0:1) |
| 9 de junho de 2004      | Emirados Árabes Unidos - Iêmen           | Al Ain City (Emirados Árabes Unidos) | 3:0 (2:0) |
| 8 de setembro de 2004   | Iêmen - Emirados Árabes Unidos           | Sana'a (Iêmen)                       | 3:1 (1:1) |
| 8 de setembro de 2004   | Coreia do Norte - Tailândia              | Pyongyang (Coreia do Norte)          | 4:1 (0:0) |
| 13 de outubro de 2004   | Coreia do Norte - Iêmen                  | Pyongyang (Coreia do Norte)          | 2:1 (1:0) |
| 13 de outubro de 2004   | Tailândia - Emirados Árabes Unidos       | Thai Japan (Tailândia)               | 3:0 (2:0) |
| 17 de novembro de 2004  | Tailândia - Iêmen                        | Bangkok (Tailândia)                  | 1:1 (0:0) |
| 17 de novembro de 2004  | Emirados Árabes Unidos - Coreia do Norte | Dubai (Emirados Árabes Unidos)       | 1:0 (0:0) |

### Grupo 6
| País         | J | V | E | D | GP | GC | Pts |
| Bahrein      | 6 | 4 | 2 | 0 | 15 | 4  | 14  |
| Síria        | 6 | 2 | 2 | 2 | 7  | 7  | 8   |
| Tadjiquistão | 6 | 2 | 1 | 3 | 5  | 9  | 7   |
| Quirguistão  | 6 | 1 | 1 | 4 | 5  | 12 | 4   |

| Data                    | Partida                    | Local                   | Resultado |
| 18 de fevereiro de 2004 | Quirguistão - Tadjiquistão | Bishkek (Quirguistão)   | 1:2 (1:1) |
| 18 de fevereiro de 2004 | Bahrein - Síria            | Muharraq (Bahrein)      | 2:1 (0:0) |
| 31 de março de 2004     | Quirguistão - Síria        | Bishkek (Quirguistão)   | 1:1 (0:0) |
| 31 de março de 2004     | Tadjiquistão - Bahrein     | Dushanbe (Tadjiquistão) | 0:0       |
| 9 de junho de 2004      | Bahrein - Quirguistão      | Muharraq (Bahrein)      | 5:0 (2:0) |
| 10 de junho de 2004     | Síria - Tadjiquistão       | Homs (Síria)            | 2:1 (0:1) |
| 8 de setembro de 2004   | Tadjiquistão - Síria       | Dushanbe (Tadjiquistão) | 0:1 (0:1) |
| 8 de setembro de 2004   | Quirguistão - Bahrein      | Bishkek (Quirguistão)   | 1:2 (0:1) |
| 13 de outubro de 2004   | Tadjiquistão - Quirguistão | Dushanbe (Tajiquistão)  | 2:1 (2:0) |
| 13 de outubro de 2004   | Síria - Bahrein            | Damascus (Síria)        | 2:2 (2:1) |
| 17 de novembro de 2004  | Síria - Quirguistão        | Damascus (Síria)        | 0:1 (0:0) |
| 17 de novembro de 2004  | Bahrein - Tadjiquistão     | Manama (Bahrein)        | 4:0 (3:0) |

### Grupo 7
| País          | J | V | E | D | GP | GC | Pts |
| Coreia do Sul | 6 | 4 | 2 | 0 | 9  | 2  | 14  |
| Líbano        | 6 | 3 | 2 | 1 | 11 | 5  | 11  |
| Vietnã        | 6 | 1 | 1 | 4 | 5  | 9  | 4   |
| Maldivas      | 6 | 1 | 1 | 4 | 5  | 14 | 4   |

| Data                    | Partida                  | Local                     | Resultado |
| 18 de fevereiro de 2004 | Vietnã - Maldivas        | Hanói (Vietnã)            | 4:0 (2:0) |
| 18 de fevereiro de 2004 | Coreia do Sul - Líbano   | Suwon (Coreia do Sul)     | 2:0 (1:0) |
| 31 de março de 2004     | Maldivas - Coreia do Sul | Male (Maldivas)           | 0:0       |
| 31 de março de 2004     | Vietnã - Líbano          | Nam Dinh (Vietnã)         | 0:2 (0:0) |
| 9 de junho de 2004      | Coreia do Sul - Vietnã   | Daejeon (Coreia do Sul)   | 2:0 (1:0) |
| 9 de junho de 2004      | Líbano - Maldivas        | Beirute (Líbano)          | 3:0 (1:0) |
| 08-Sep-2004             | Maldivas - Líbano        | Male (Maldivas)           | 2:5 (0:2) |
| 08-Sep-2004             | Vietnã - Coreia do Sul   | Ho Chi Minh City (Vietnã) | 1:2 (0:0) |
| 13-Oct-2004             | Maldivas - Vietnã        | Male (Maldivas)           | 3:0 (1:0) |
| 13-Oct-2004             | Líbano - Coreia do Sul   | Beirute (Líbano)          | 1:1 (1:1) |
| 17 de novembro de 2004  | Líbano - Vietnã          | Beirute (Líbano)          | 0:0       |
| 17 de novembro de 2004  | Coreia do Sul - Maldivas | Seul (Coreia do Sul)      | 2:0 (0:0) |

### Grupo 8
| País           | J | V | E | D | GP | GC | Pts |
| Arábia Saudita | 6 | 6 | 0 | 0 | 14 | 1  | 18  |
| Turcomenistão  | 6 | 2 | 1 | 3 | 8  | 10 | 7   |
| Indonésia      | 6 | 2 | 1 | 3 | 8  | 12 | 7   |
| Sri Lanka      | 6 | 0 | 2 | 4 | 4  | 11 | 2   |

| Data                    | Partida                        | Local                    | Resultado |
| 18 de fevereiro de 2004 | Turcomenistão - Sri Lanka      | Ashgabat (Turcomenistão) | 2:0 (1:0) |
| 18 de fevereiro de 2004 | Arábia Saudita - Indonésia     | Riyadh (Arábia Saudita)  | 3:0 (3:0) |
| 31 de março de 2004     | Sri Lanka - Arábia Saudita     | Colombo (Sri Lanka)      | 0:1 (0:0) |
| 31 de março de 2004     | Turcomenistão - Indonésia      | Ashgabat (Turcomenistão) | 3:1 (2:1) |
| 9 de junho de 2004      | Indonésia - Sri Lanka          | Jakarta (Indonésia)      | 1:0 (1:0) |
| 9 de junho de 2004      | Arábia Saudita - Turcomenistão | Riyadh (Arábia Saudita)  | 3:0 (3:0) |
| 8 de setembro de 2004   | Sri Lanka - Indonésia          | Colombo (Sri Lanka)      | 2:2 (0:1) |
| 8 de setembro de 2004   | Turcomenistão - Arábia Saudita | Ashgabat (Turcomenistão) | 0:1 (0:0) |
| 9 de outubro de 2004    | Sri Lanka - Turcomenistão      | Colombo (Sri Lanka)      | 2:2 (0:1) |
| 12 de outubro de 2004   | Indonésia - Arábia Saudita     | Jakarta (Indonesia)      | 1:3 (0:2) |
| 17 de novembro de 2004  | Indonésia - Turcomenistão      | Jakarta (Indonésia)      | 3:1 (1:1) |
| 17 de novembro de 2004  | Arábia Saudita - Sri Lanka     | Dammam (Arábia Saudita)  | 3:0 (2:0) |

## Terceira fase
Os oito times que sobreviveram à segunda fase foram divididos em 2 grupos de 4. Novamente, os times jogaram todos contra todos em turno e returno. Os dois melhores times em cada grupo se classificaram para a Copa do Mundo, e estão destacados em negrito. Uzbequistão e Bahrein (terceiros colocados dos grupos) jogaram em ida-e-volta entre si para determinar o representante da Ásia na repescagem contra o quarto colocado da CONCACAF e estão destacados em itálico.

### Grupo A
| P  | Grupo A          | J | V | E | D | GP | GC | Pts |
| -- | ---------------- | - | - | - | - | -- | -- | --- |
| 1° | Arábia Saudita * | 6 | 4 | 2 | 0 | 10 | 1  | 14  |
| 2° | Coreia do Sul *  | 6 | 3 | 1 | 2 | 9  | 5  | 10  |
| 3° | Uzbequistão **   | 6 | 1 | 2 | 3 | 7  | 11 | 5   |
| 4° | Kuwait           | 6 | 1 | 1 | 4 | 4  | 13 | 4   |

(*) Classificados para a Copa do Mundo

(**) Disputam a repescagem da Ásia
| Data                   | Casa           | Visitante      | Local                     | Resultado |
| 9 de fevereiro de 2005 | Coreia do Sul  | Kuwait         | Seul (Coreia do Sul)      | 2:0 (1:0) |
| 9-Feb-2005             | Uzbequistão    | Arábia Saudita | Tashkent (Uzbequistão)    | 1:1 (0:0) |
| 25 de março de 2005    | Kuwait         | Uzbequistão    | Cidade do Kuwait (Kuwait) | 2:1 (1:0) |
| 25 de março de 2005    | Arábia Saudita | Coreia do Sul  | Dammam (Arábia Saudita)   | 2:0 (1:0) |
| 30 de março de 2005    | Kuwait         | Arábia Saudita | Kuwait City (Kuwait)      | 0:0       |
| 30 de março de 2005    | Coreia do Sul  | Uzbequistão    | Seul (Coreia do Sul)      | 2:1 (0:0) |
| 3 de junho de 2005     | Arábia Saudita | Kuwait         | Riyadh (Arábia Saudita)   | 3:0 (1:0) |
| 3 de junho de 2005     | Uzbequistão    | Coreia do Sul  | Tashkent (Uzbequistão)    | 1:1 (1:1) |
| 8 de junho de 2005     | Kuwait         | South Korea    | Kuwait City (Kuwait)      | 0:4 (0:2) |
| 8 de junho de 2005     | Arábia Saudita | Uzbequistão    | Riyadh (Arábia Saudita)   | 3:0 (1:0) |
| 17 de agosto de 2005   | Coreia do Sul  | Arábia Saudita | Seul (Coreia do Sul)      | 0:1 (0:1) |
| 17 de agosto de 2005   | Uzbequistão    | Kuwait         | Tashkent (Uzbequistão)    | 3:2 (1:2) |

### Grupo B
| P  | Grupo B         | J | V | E | D | GP | GC | Pts |
| -- | --------------- | - | - | - | - | -- | -- | --- |
| 1° | Japão *         | 6 | 5 | 0 | 1 | 9  | 4  | 15  |
| 2° | Irã *           | 6 | 4 | 1 | 1 | 7  | 3  | 13  |
| 3° | Bahrein **      | 6 | 1 | 1 | 4 | 4  | 7  | 4   |
| 4° | Coreia do Norte | 6 | 1 | 0 | 5 | 5  | 11 | 3   |

(*) Classificados para a Copa do Mundo

(**) Disputam a repescagem da Ásia
| Data                   | Casa            | Visitante       | Local                  | Resultado |
| 9 de fevereiro de 2005 | Japão           | Coreia do Norte | Saitama (Japão)        | 2:1 (1:0) |
| 9 de fevereiro de 2005 | Bahrein         | Irã             | Manama (Bahrein)       | 0:0       |
| 25 de março de 2005    | Coreia do Norte | Bahrein         | Pyongyang (Cor. do N.) | 1:2 (0:1) |
| 25 de março de 2005    | Irã             | Japão           | Teerã (Irã)            | 2:1 (1:0) |
| 30 de março de 2005    | Coreia do Norte | Irã             | Pyongyang (Cor. do N.) | 0:2 (0:1) |
| 30 de março de 2005    | Japão           | Bahrain         | Saitama (Japão)        | 1:0 (0:0) |
| 3 de junho de 2005     | Irã             | Coreia do Norte | Teerã (Irã)            | 1:0 (1:0) |
| 3 de junho de 2005     | Bahrein         | Japão           | Manama (Bahrein)       | 0:1 (1:0) |
| 8 de junho de 2005     | Coreia do Norte | Japão           | Bangkok (Tailândia)    | 0:2 (0:0) |
| 8 de junho de 2005     | Irã             | Bahrein         | Teerã (Irã)            | 1:0 (0:0) |
| 17 de agosto de 2005   | Japão           | Irã             | Yokohama (Japão)       | 2:1 (1:0) |
| 17-Aug-2005            | Bahrein         | Coreia do Norte | Manama (Bahrein)       | 2:3 (0:2) |

## Repescagem da Ásia
Classificado para disputar a repescagem contra o 4º colocado da CONCACAF: Bahrein.
(*) Jogo cancelado e remarcado devido a um erro técnico do juiz. Aos 40min do segundo, ao cobrar um pênalti, o Uzbequistão teve a área invadida por um de seus jogadores. Ao invés de mandar o pênalti ser cobrado novamente, como manda a regra, marcou tiro livre indireto a favor do Bahrein. Após protestos do time uzbeque, o Comitê Organizador da Copa da Alemanha cancelou o jogo e remarcou as partidas.